# Mohácsi József
Mohácsi József (Zalaszentgrót, 1952. szeptember 16. –) magyar vendéglátóipari szakember, politikus, országgyűlési képviselő.

## Életpályája

### Iskolái
1981-ben a Belkereskedelmi Továbbképző Központ Vendéglátói Karán felsőfokú áruforgalmi végzettséget szerzett. 1987-ben diplomázott a Kereskedelmi és Vendéglátóipari Főiskola hallgatójaként.

### Pályafutása
1971-től a szálloda- és vendéglátóiparban dolgozik. 1971–1994 között a Hotel Helikonban portás, a Hotel Napsugár igazgatója, a Hotel Aqua megbízott igazgatója volt. 1994–1997 között az Abbázia Üdülőszállodalánc keszthelyi, hévízi, cserszegtomaji szállodáinak igazgatója volt. 1998–2000 között a keszthelyi Helikoninvest Kft. ügyvezetője volt. 2000–2002 között a zalaegerszegi Hotel Balaton, az alsópáhoki Hotel Vital, a zalacsányi Balios Lovasklub igazgatója volt.

### Politikai pályafutása
2002–2018 között az MSZP tagja volt. 2002–2006 között Keszthely polgármestere (MSZP-SZDSZ) volt. 2006-ban polgármesterjelölt volt. 2006–2010 között országgyűlési képviselő (Zala megye, MSZP) volt. 2006–2010 között az Oktatási és tudományos bizottság tagja volt. 2007–2010 között a Sport- és turisztikai bizottság tagja volt.